# Steve Jobs
Steven Paul "Steve" Jobs (født 24. februar 1955, død 5. oktober 2011) var bedst kendt som hovedstifter (sammen med Steve Wozniak og Ronald Wayne) af og bestyrelsesformand for Apple Inc., og lidt mindre kendt som administrerende direktør for animationsstudiet Pixar.
Steve Jobs blev betragtet som en pioner indenfor computerindustrien på grund af den succesrige Apple II-computer, og ligeledes for at have forstået det kommercielle potentiale ved den grafiske brugerflade (GUI) og computermusen, som han så ved en demonstration af Xerox PARC-teknologier. Han igangsatte projekter hos Apple, der førte til udviklingen af den succesrige og meget indflydelsesrige Apple Macintosh.

## Opvækst og ungdom
Steve Jobs blev født den 24. februar 1955 som søn af en amerikansk mor, Joanne Carole Schieble, og en syrisk far, Abdulfattah John Jandali, en statskundskabsprofessor i San Francisco, Californien. En uge efter fødslen blev han givet væk til adoption af sin ugifte mor. Han blev adopteret af Paul og Clara Jobs fra Mountain View, Santa Clara County, Californien. Hans biologiske forældre blev senere gift og fik Jobs' søster, forfatteren Mona Simpson. Han mødte ikke sin søster, før han var voksen. Hans biologiske forældre blev skilt nogle år senere. Jobs brød sig ikke om at høre Paul og Clara Jobs omtalt som sine "adoptivforældre" og omtalte dem som sine forældre.
Jobs gik på Homestead High School i Cupertino, Californien, og gik til ekstra undervisning efter skole hos Hewlett-Packard Co. i Palo Alto, California. Han blev snart efter ansat der og arbejdede med Stephen Wozniak som sommervikar. I 1973, fik Jobs sin eksamen fra high school og startede på Reed College i Portland, Oregon, men han stoppede efter et semester. Selvom han var stoppet med studiet, fortsatte han med at følge forskellige valgfrie kurser, som han syntes var interessante. Da han i 2005 talte til en studieafslutningsfest på Stanford University, sagde Jobs om de valgfrie kurser, han havde fulgt, at han blandt andet havde fulgt et kursus i kalligrafi, fordi han syntes, at emnet var fascinerende, selv om det ikke havde noget formål på det tidspunkt. Da han senere skulle designe Macintosh-computeren, huskede han, hvad han tidligere havde lært, og Jobs konkluderede: "Hvis jeg ikke havde taget det kursus, ville Mac'en aldrig have fået flere skrifttyper og proportionalskrift".

## Apple
I 1976, da Jobs var 21, og Wozniak var 26, grundlagde de Apple Computer i familien Jobs' garage. Deres første produkt var den personlige "computer" Apple I. I 1977 lancerede Apple efterfølgeren, Apple II, som blev en stor succes og gjorde Apple til en meget indflydelsesrig virksomhed i den hurtigt voksende computerbranche. I 1980 blev Apple børsnoteret, og både Jobs og Wozniak blev mangemillionærer.
Eksperten i menneske-datamaskine interaktion Jef Raskin startede i Apple i 1978 og begyndte i 1979 på at udvikle en computer, Macintosh, med en grafisk brugerflade, hvilket Apples tidligere computere ikke havde haft. Apple var samtidig i gang med at udvikle en anden computer med grafisk brugerflade med navnet Apple Lisa. Medens Macintosh skulle være billig og sælges til almindelige mennesker, havde Lisa firmaer som målgruppe. Steve Jobs overtog udvikling af Macintosh fra 1981.
Apples fortsatte vækst gjorde, at firmaet havde brug for en erfaren administrerende direktør og ansatte i 1983 John Sculley, der kom fra Pepsi-Cola. Computeren Apple Lisa blev introduceret på markedet i 1983 og var meget avanceret på det tidspunkt, men også meget dyr, hvorfor den kun havde en begrænset salgssucces. I 1984 introducerede Steve Jobs, med stor entusiasme, computeren Macintosh. Det var den første computer med grafisk brugerflade, der fik kommerciel succes. I 1985 blev Steve Jobs dog uenig med John Sculley, hvilket førte til, at Steve Jobs sagde op hos Apple i maj samme år.
Efter at have forladt Apple drog Jobs på en længere ferie i Italien, før han grundlagde computerfirmaet NeXT Computer. NeXT blev siden opkøbt af Apple i 1996, og allerede i 1997 overtog Steve Jobs igen lederrollen for Apple, efter at daværende administrerende direktør, Gil Amelio, forinden var blevet afskediget.
Den sygdomsplagede Steve Jobs forlod torsdag d. 25. aug. 2011 topposten som administrerende direktør og fortsatte som bestyrelsesformand frem til sin død d. 5. okt. 2011.

## Pixar
I 1986 købte Steve Lucasfilms computeranimationsafdeling for ti millioner dollar og førte den videre under navnet Pixar (senere Pixar Studios). I starten producerede firmaet computere, der blandt andet kunne bruges til at vise 3D-billeder af patienter, der var blevet scannet. Firmaet havde ikke succes med at sælge sine computere. Det fik til gengæld stor succes, da det i 1995 lavede den computeranimerede film Toy Story, og da Pixar blev børsnoteret efter succesfilmen Toy Story, blev Jobs milliardær. Den 24. januar 2006 annoncerede Walt Disney, at de købte Pixar Animation Studios for 7,4 milliarder US dollars. Steve Jobs fik 7% af aktierne i Disney og en plads i bestyrelsen.

## Privatliv
Steve Jobs blev gift med Laurene Powell den 18. marts 1991, som han havde tre børn sammen med. Han har også en datter, Lisa Brennan-Jobs, fra et tidligere forhold.
Den 31. juli 2004 blev han opereret for neuroendokrin kræft i bugspytkirtlen. I juni 2008 ved en konference var han meget mager, og der gik rygter om, at han var syg, men Apple meddelte, at der blot var tale om en forkølelse. Den 26. juli 2008 skrev New York Times en artikel baseret på et interview med Steve Jobs, om at hans sygdom var mere end blot forkølelse, men ikke livstruende og ikke kræft. Den 5. januar 2009 meddelte han via apple.com, at han havde lidt af hormonubalance i flere måneder (bugspytkirtlen producerer flere vigtige hormoner). Den 16. januar 2009 meddelte han sine medarbejdere, at hans sygdom havde vist sig mere kompliceret end forventet, og at han derfor tog 6 måneders sygeorlov, og at han fra slutningen af juni 2009 igen ville være Apples administrerende direktør. Kort tid efter gennemgik han en levertransplantation.
I 2010 skrev Steve Jobs i en pressemeddelelse, at han igen ville tage orlov. Et par uger efter fandt man Steve Jobs på vej ud af en café meget mager og ubalanceret. En uges tid efter mødte han alligevel op til en privat middag arrangeret af den amerikanske præsident Obama. Og i marts 2011 mødte Steve Jobs på trods af sin sygeorlov alligevel frem for at præsentere iPad 2. At Steve Jobs mødte op skabte næsten mere opmærksomhed end iPad 2.